# 伯爵
伯爵（はくしゃく、仏: comte、英: count, earl、独: Graf）は、近代日本で用いられた爵位（五爵）の第3位。侯爵の下位、子爵の上位に相当する。ヨーロッパ諸国の貴族の爵位の日本語訳にも使われる。

## 日本の伯爵

### 華族の伯爵
1869年（明治2年）6月17日の行政官達543号において公家と武家の最上層の大名家を「皇室の藩屏」として統合した華族身分が誕生した。当初は華族内において序列を付けるような制度は存在しなかったが、当初より等級付けを求める意見があった。様々な華族等級案が提起されたが、最終的には法制局大書記官の尾崎三良と同少書記官の桜井能監が1878年（明治11年）に提案した上記の古代中国の官制に由来する公侯伯子男からなる五爵制が採用された。
1884年（明治17年）5月頃に賞勲局総裁柳原前光らによって各家の叙爵基準となる叙爵内規が定められ、従来の華族（旧華族）に加えて勲功者や臣籍降下した皇族も叙爵対象に加わり、同年7月7日に発せられた華族令により、五爵制に基づく華族制度の運用が開始された。伯爵は公侯爵に次ぐ第三位であり、位階では従二位相当である。叙爵内規では伯爵の叙爵基準について「大納言迄宣任ノ例多キ旧堂上 徳川旧三卿 旧中藩知事即チ現米五万石以上 国家二勲功アル者」と定めていた。伯爵家の数は1884年時点では76家（華族家の総数509家）、1907年には100家（同903家）、1928年時に108家（同954家）、1947年時には105家（889家）だった。
中間の爵位である伯爵は様々な面で分岐点になっていた。例えば後に詳述するが貴族院議員は公侯爵が無選挙・無給・終身、伯爵以下が互選・有給・任期7年となっていた。新年歌会始の読師は伯爵以上の有爵者でなければならないとされていた。宮中女官は伯爵以下の華族の娘が務めることが多かった。近代前、宮中女官は平堂上の公家の娘が務めており（摂家・清華家・大臣家の娘は女官にはならなかった）、明治後に平堂上に相当する家格が伯爵家・子爵家だったため伯爵以下の娘たちがやっていた。女官には典侍、掌侍、命婦、女嬬といった序列があり、例外もあるが基本的に人事は出身家の爵位で決まり、伯爵家の娘が上位の役職に就き、子爵家・男爵家の娘は下位の役職に配置されるのが普通だった。
明治19年（1886年）の華族世襲財産法により華族は差押ができない世襲財産を設定できた。世襲財産は土地と公債証書等であり、毎年500円以上の純利益を生ずる財産は宮内大臣が管理する。全ての華族が世襲財産を設定したわけではなく、明治42年時点では世襲財産を設定していた華族はわずかに26％にすぎない。
明治40年（1907年）の華族令改正により襲爵のためには相続人が6か月以内に宮内大臣に相続の届け出をすることが必要となり、これによりその期間内に届け出をしないことによって襲爵を放棄することができるようになった。ただしこれ以前にも爵位を返上する事例はあった。
1947年（昭和22年）5月3日に施行された日本国憲法第14条（法の下の平等）において「華族その他の貴族の制度は、これを認めない。」と定められたことにより伯爵位を含めた華族制度は廃止された。

#### 貴族院における伯爵
1889年（明治22年）の貴族院令により貴族院議員の種別として華族議員が設けられた（ほかに皇族議員と勅任議員がある）。華族議員は公侯爵と伯爵以下で選出方法や待遇が異なり、公侯爵が30歳に達すれば自動的に終身の貴族院議員に列するのに対し、伯爵以下は同爵者の間の連記・記名投票選挙によって当選した者のみが任期7年で貴族院議員となった。この選挙の選挙権は成年、被選挙権は30歳以上だった。選挙と任期が存在する伯爵以下議員は政治的結束を固める必要があり、公侯爵議員より政治的活動が活発だった。また公侯爵議員は無給だったため、貴族院への出席を重んじない者が多かったが、伯爵以下議員は議員歳費が支給されたため、議席を希望する者が多かった。なお議員歳費は当初は800円（+旅費）で、後に3000円に上がっており、かなりの高給である。貧しい家が多い旧公家華族には特に魅力的な金額だったと思われる。
伯爵以下議員はそれぞれの爵位の中で約18パーセントの者が貴族院議員に選出されるよう議席数が配分されており、当初は伯爵議員14人、子爵議員70人、男爵議員20人だったが、それぞれの爵位数の変動（特に男爵の急増）に対応してしばしば貴族院令改正案が議会に提出されては政治論争となった。その最初のものは桂太郎内閣下の1905年に議会に提出された第一次貴族院令改正案（伯爵議員17人、子爵議員70人、男爵議員56人案）だったが、日露戦争の勲功で急増していた男爵の数が反映されていないと男爵議員が反発し、貴族院で1票差で否決。これに対応して桂内閣が1909年に議会に提出した第2次改正案は男爵議員数を63名に増加させるものだったが、その比率は伯爵が5.94名、子爵が5.38名、男爵が6名につき1名が議員という計算だったので「子爵保護法」と批判された。しかしこれ以上男爵議員を増やすと衆貴両院の議員数の均衡が崩れ、また貴族院内の華族議員と勅選議員の数の差が著しくなるとの擁護があり、結局政府原案通り採決された。さらに第一次世界大戦の勲功で男爵位が増加した後の1918年（寺内正毅内閣下）に伯爵20人以内、子爵・男爵を73名以内とする第三次改正案が議会に提出され、最終的には伯爵議員の議席数は18議席となった。
伯爵以下議員は同爵者間の互選になっていたため貴族院内は爵位ごとに院内会派が形成されるようになり、伯爵議員たちははじめ伯爵会を形成。さらに1908年には扶桑会を形成した。

#### 伯爵家の一覧

##### 皇族の臣籍降下による伯爵家
叙爵内規上では皇族の臣籍降下に伴って与えられる爵位は公爵となっているが、実際には侯爵または伯爵だった。時期によって叙爵方針に差異が存在する。皇室典範制定前に様々な事象により離脱した皇族は、宮家から最初に離脱した者でも伯爵に叙された（家教王は、明治維新前に一度臣籍降下し、復籍後再度離脱している）。上野家と二荒家は北白川宮能久親王の落胤だったため皇籍に入れることはできなかったが、臣籍降下後の伯爵叙爵を実質的前倒しにする形で幼少期に伯爵に叙されている。皇室典範制定前は明治維新以前の運用方針により四世襲親王家当主以外は臣籍降下し華族に列するとしたが、家教王以外に事例は無く、間もなく典範制定により永世皇族制が採用され原則として男子の臣籍降下は無くなった。上野・二荒の二例は皇族内規を準用した例外的な運用である。皇室典範が増補された1899年（明治32年）以降臣籍降下制度が典範に正式に制定された。これ以降は原則として離脱した皇族は侯爵に叙されている。しかし増補後も臣籍降下が進まず皇室財政の圧迫が懸念され「皇族ノ降下ニ関スル施行準則」が制定された1920年（大正9年）以降、降下前の宮家から二人目以降の降下である場合、通常伯爵が与えられた。
- 伏見宮系 - 清棲家（清棲家教）、伏見家（伏見博英）
- 北白川宮系 - 上野家（上野正雄）、二荒家（二荒芳之）
- 山階宮系 - 鹿島家（鹿島萩麿）、葛城家（葛城茂麿）
- 久邇宮系（多嘉王家含む） - 東伏見家（東伏見邦英）、宇治家（宇治家彦）、龍田家（龍田徳彦）

##### 旧公家の伯爵家
叙爵内規では旧公家華族から伯爵になる者について「大納言迄宣任ノ例多キ旧堂上」と定められている。「大納言迄宣任ノ例多キ」の意味については柳原前光の『爵制備考』で解説されており「旧大臣家三家」「四位より参議に任じ大納言迄直任の旧堂上二十二家」「三位より参議に任ずといえども大納言迄直任の旧堂上三家」「大納言までの直任の例は少ないが従一位に叙せられたことのある二家」のことである。直任とは中納言からそのまま大納言に任じられることをいい、公家社会ではいったん中納言を辞して大納言に任じられる場合より格上の扱いと見なされていた。「直任」が内規では「宣任」に置き換えられたのは、この直任の例が一回でもあれば該当させるためである。具体的には以下の旧公家華族が伯爵に叙された。
- 旧大臣家 - 嵯峨家（大納言宣任数16回。後侯爵）、三条西家（同12回）、中院家（同10回）
- 旧堂上家 - 飛鳥井家（同14回）、姉小路家（同5回）、油小路家（同6回）、正親町家（同14回）、勧修寺家（同8回）、冷泉家（同14回）、烏丸家（同7回）、甘露寺家（同11回）、滋野井家（同7回。後失爵）、四条家（同13回。後侯爵）、清水谷家（同10回）、清閑寺家（同8回）、園家（同4回）、中御門家（同11回。後侯爵）、庭田家（同13回）、橋本家（同5回）、葉室家（同15回）、東久世家（同0回）、日野家（同15回）、広橋家（同5回）、坊城家（同9回）、松木家（同4回）、万里小路家（同9回）、室町家（同12回）、柳原家（同14回）、山科家（同5回）、鷲尾家（同8回）
- 陞爵 - 大原家（大原重朝）、沢家（沢宣量）、壬生家（壬生基修）

上記のうち東久世家は代々中納言、参議まで昇進したが大納言まで進んだことはないので本来は子爵だったが、東久世通禧の幕末の尊皇攘夷運動への貢献と政府で要職を歴任した勲功により当初から伯爵位を与えられた。羽林家や旧家であることが伯爵の条件かのように説明する俗説もあるが誤りである。叙爵内規は羽林家・名家・半家、あるいは旧家・新家の区別で爵位の基準を定めていない。半家からは伯爵家が出ておらず、全て子爵家になっているが、これは半家がすべて非藤原氏であり、公家社会における家格が低く、極官もせいぜい各省の長官（卿）だったので、叙爵内規の定める条件を満たすことができなかったのが原因である。半家は伯爵になれないとか、藤原氏でないと伯爵以上にはなれないという定めがあったわけではない点には注意を要する。また旧家の方が新家より伯爵輩出率は高いが、それは単に家の歴史が長いので大納言直任の機会が多いというだけのことであり、新家は伯爵になれないなどという定めがあったわけではない。

##### 旧大名家の伯爵家
叙爵内規は旧大名華族から伯爵になる者について「徳川旧三卿 旧中藩知事即チ現米五万石以上」と定めている。5万石以上の基準は表高や内高といった米穀の生産量ではなく、税収を差す現米（現高）である点に注意を要する。明治2年（1869年）2月15日に行政官が「今般、領地歳入の分御取調に付、元治元甲子より明治元戊辰迄五ヶ年平均致し（略）四月限り弁事へ差し出すべき旨、仰せいだされ候事」という沙汰を出しており、これにより各藩は元治元年（1864年）から明治元年（1868年）の5年間の平均租税収入を政府に申告した。その申告に基づき明治3年（1870年）に太政官は現米15万石以上を大藩・5万石以上を中藩・それ未満を小藩に分類した。それのことを指している。もちろんこの時点でこの分類が各大名家の爵位基準に使われることが想定されていたわけではなく、政府費用の各藩の負担の分担基準として各藩に申告させたものであり、それが1884年（明治17年）の叙爵内規の爵位基準にも流用されたものである。現米15万石以上は侯爵となるので、現米15万石未満から同5万石以上の旧大名家が伯爵である。具体的には以下の旧大名家が伯爵に叙された（一応表高も表記しておくが、表高は爵位には一切影響を及ぼさないので注意）。
- 旧御三卿 - 清水徳川家（1899年伯爵位返上1928年男爵）、田安徳川家、一橋徳川家
- 旧中藩知事 -阿部家（備後福山藩現米5万5583石（表高11万石））、有馬家（筑後久留米藩現米11万8190石（表高21万石））、井伊家（近江彦根藩現米9万4030石（表高20万石））、上杉家（出羽米沢藩現米6万196石（表高14万7248石））、小笠原家（豊前小倉藩現米8万8170石（表高15万石））、奥平家（豊前中津藩現米5万3000石（表高10万石））、酒井家（播磨姫路藩現米8万3210石（表高15万石））、酒井家（出羽大泉藩現米6万9379石（表高12万石））、酒井家（若狭小浜藩現米5万5730石（表高10万3558石））、立花家（筑後柳河藩現米6万6890石（表高11万9600石））、伊達家（伊予宇和島藩現米5万2420石（表高10万石）。後侯爵）、伊達家（陸奥仙台藩現米6万7740石（表高28万石））、津軽家（陸奥弘前藩現米14万1345石（表高10万石））、藤堂家（伊勢津藩現米12万4270石（表高32万3950石））、戸田家（美濃大垣藩現米5万320石（表高10万石））、中川家（豊後岡藩現米5万2400石（表高7万440石））、南部家（陸奥盛岡藩現米6万8580石（表高13万石））、久松家（伊予松山藩現米11万748石（表高15万石））、堀田家（下総佐倉藩現米5万100石（表高11万石））、前田家（越中富山藩現米6万6010石（表高10万石））、松平家（越前福井藩現米11万1010石（表高32万石）。後侯爵）、松平家（出雲松江藩現米14万5340石（表高18万6000石））、松平家（上野前橋藩現米5万4450石（表高17万石））、松平家（讃岐高松藩現米10万5760石（表高12万石））、溝口家（越後新発田藩現米7万920石（表高10万石））、柳沢家（大和郡山藩現米5万9490石（表高15万1288石））、
- 旧小藩知事だが特例で伯爵 - 宗家（対馬厳原藩現米3万5413石（表高5万2174石））、松浦家（肥前平戸藩現米4万6410石（表高6万1700石））
- 子爵から陞爵 - 大村家（肥前大村藩現米2万3060石（表高2万7294石））、亀井家（石見津和野藩現米3万753石（表高4万3000石））、真田家（信濃松代藩現米3万7150石（表高10万石））、島津家（日向佐土原藩現米1万8130石（表高2万7070石））、大給家（信濃龍岡藩現米5140石（表高1万6000石））

平戸藩松浦家と対馬藩宗家は現米5万石以上の要件を満たしていないが、松浦詮は明治天皇の又従兄弟にあたるため、太政大臣三条実美の計らいで1870年（明治3年）に平戸藩に吸収されて廃藩した平戸新田藩の領地をあわせて5万石以上あったことにされて伯爵になった。宗家が伯爵になった理由は不明だが、この家は国主格だったため、他の国主大名が侯爵か伯爵になっている中、唯一の子爵家とすると宗家から不満が出そうだったので内規に基づかない特例措置で伯爵になったのではという推測がある（現に宗家は本来もらえない伯爵位すら不満があり、三条実美に侯爵位を要求する請願書を提出している）

##### 僧家の伯爵家
叙爵内規上彼らに関する特別な定めは無いので「国家二勲功アル者」として伯爵になっていると思われる。
- 僧侶（世襲門跡家） - 大谷家（東本願寺）、大谷家（西本願寺）

##### 勲功による伯爵家
叙爵内規は他の爵位と同様に「国家二勲功アル者」を伯爵位の対象に定めている。以下の家が勲功により伯爵に叙された。
- 最初の叙爵で伯爵に叙された勲功華族 - 伊地知家、板垣家、伊藤家（後公爵）、井上家（後侯爵）、大木家、大隈家（後侯爵）、大山家（後公爵）、勝家、川村家、黒田家、後藤象二郎家、小松家、西郷家（後侯爵）、佐佐木家（後侯爵）、副島家、寺島家、東郷家（後侯爵）、広沢家、松方家（後公爵）、山形家（後公爵）、山田家、吉井家
- 陞爵した勲功華族 - 樺山家、野津家（後侯爵）、陸奥家、土方家、佐野家、桂家（後公爵）、林家、伊東家、小村家（後侯爵）、奥家、黒木家、佐久間家、乃木家、山本家、芳川家、香川家、田中家、児玉家、林家、寺内家、渡辺家、長谷川家、内田家、珍田家、伊東家、平田家、牧野家、加藤家、清浦家、後藤新平家、金子家

### 朝鮮貴族の伯爵
日韓併合後の1910年（明治43年）の朝鮮貴族令（皇室令第14号）により華族に準じた朝鮮貴族の制度が設けられた。朝鮮貴族にも公侯伯子男の五爵が存在した（ただし朝鮮貴族の公爵に叙された者は現れなかったので、朝鮮貴族の実質的な最上位爵位は侯爵だった）。朝鮮貴族の爵位は華族における同爵位と対等の立場にあるが、貴族院議員になる特権がない点が華族と異なった。
朝鮮貴族の爵位は家柄に対してではなく日韓併合における勲功などに対して与えられたものだったが、そうした勲功を上げることができるのは大臣級の政治家や軍人だった者だけであるため、朝鮮王朝の最上位貴族階級だった両班出身者で占められた。
朝鮮貴族の爵位に叙された者は全部で76名あり、うち伯爵に叙されたのは李址鎔、閔泳璘、李完用の3名である。後に李完用は侯爵に陞爵し、閔泳璘は刑により爵位をはく奪された。当初子爵だった宋秉畯（野田秉畯）は原敬の推挙で伯爵に陞爵した。また高羲敬も伯爵に陞爵している。

## 中国の伯爵
殷の時代に姫昌が「西伯」に任じられているが、これは殷の西方の盟主・覇者を意味するとされている。
西周時代に設置された爵について、『礼記』には「王者之制緑爵。公侯伯子男凡五等」とあり、「伯」は五つある爵の上から三番目に位置づけている。一方で『孟子』万章下には「天子之卿、受地視侯、大夫受地視伯、元士受地視子男。」とあり、天子を爵の第一とし、伯は大夫が受けるものとしている。『礼記』・『孟子』とともに伯は七十里四方の領地をもつものと定義している。また『春秋公羊伝』には「天子は三公を公と称し、王者之後は公と称し、其の余大国は侯と称し、小国は伯・子・男を称す」という三等爵制が記述されている。金文史料が検討されるようになって傅期年、郭沫若、楊樹達といった研究者は五等爵制度は当時存在せず、後世によって創出されたものと見るようになった。王世民が金文史料を検討した際には公侯伯には一定の規則が存在したが、子男については実態ははっきりしないと述べている。
漢代においては二十等爵制が敷かれ、「伯」の爵位は存在しなかった。魏の咸熙元年（264年）、爵制が改革され、伯の爵位が復活した。「公侯伯子男」の爵位は列侯や亭侯の上位に置かれ、諸侯王の下の地位となる。食邑は大国なら千二百戸、六十里四方の土地、次国なら千戸、五十五里四方の土地が与えられることとなっている。その後西晋および東晋でも爵位は存続している。
南北朝時代においても晋の制度に近い叙爵が行われている。隋においては国王・郡王・国公・県公・侯・伯・子・男の爵が置かれ、唐においては王・開国国公・開国郡公・開国県公・開国侯・開国伯・開国子・開国男の爵位が置かれた。

### 主要な中国の伯爵
竹林の七賢の一人である山濤は、武帝受禅の際に子から伯（新沓伯）へ陞爵している。また当時の晋王司馬昭の弟であった司馬亮、司馬伷らも咸熙元年に「伯」の爵位を受けているが、晋王朝成立後はいずれも諸侯王となった。

## ロマンス語圏の伯爵
古代ローマ帝国においては、帝国の高官。
欧州のロマンス語圏、つまりイタリア、フランス、スペインなど巨大な古代ローマ帝国の本国および属州であった国々の伯爵相当の語は、古代ローマ帝国の「comes コメス」（複数形は「comitis コミティス」）、つまり、ラテン語でローマ帝国属州の政務官の側近を指した語に起源を持つ爵位であり、初期のローマ皇帝による各地の統治に起源を持つ爵位である。英語には「count」と訳される。
中世においては、土木行政や軍事に責任を持つ高官。
- イタリアにおける「conte コンテ」
- フランスにおける「comte コント」
爵位としては、maquisとvicomteの間に位置する[50]。世界的に有名な作品『モンテクリスト伯』のモンテクリスト伯爵も「comte」である。なお、伯爵夫人や伯爵の未亡人はフランス語では「comtesse コンテス」と言う。
- スペインにおける「conde コンデ」

## ドイツ語圏の伯爵
ドイツ（神聖ローマ帝国）においては「Graf」が「伯爵」にあたる。
なお、ドイツではGrafと付く爵位は下記のように多数あるが、地位はそれぞれ異なる。
- 辺境伯 Markgraf
- 宮中伯 Pfalzgraf
- 方伯 Landgraf
- 城伯 Burggraf

## イギリスの伯爵

### 歴史

伯爵の紋章上の冠

貴族の爵位の原形はエドワード懺悔王（在位：1042年-1066年）の代にはすでに存在しており、エドワード懺悔王はイングランドを四分割して、それぞれを治める豪族にデーン人が使っていた称号"Eorl"を与えた。ただこの頃には位階や称号が曖昧だった。
確固たる貴族制度をイングランドに最初に築いた王は征服王ウィリアム1世（在位：1066年-1087年）である。彼はもともとフランスのノルマンディー公であったがエドワード懺悔王の崩御後、イングランド王位継承権を主張して1066年にイングランドを征服し、イングランド王位に就いた（ノルマン・コンクエスト）。重用した臣下もフランスから連れて来たノルマン人だったため、大陸にあった貴族の爵位制度がイングランドにも持ち込まれた。
ウィリアム1世によって最初に制度化された貴族称号は伯爵（Earl）であり、1072年にウィリアム1世の甥にあたるヒューに与えられたチェスター伯爵（Earl of Chester）がその最初の物である。伯爵は大陸では"Count"と呼ぶが、イングランドに導入するにあたってウィリアム1世は、エドワード懺悔王時代の"Eorl"を意識して"Earl"とした。ところが伯爵夫人たちには"Earless"ではなく大陸と同じ"Countess"の称号を与えた。これは現在に至るまでこういう表記であり、伯爵だけ夫と妻で称号がバラバラになっている。
14世紀初頭まで貴族身分はごく少数のEarl（伯爵）と大多数のBaron（男爵）だけだった。初期のBaronとは貴族称号ではなく直属受封者を意味する言葉だった。Earlのみが、強力な支配権を有する大Baronの持つ称号であった。ヨーロッパ大陸から輸入された公爵（Duke）、侯爵（Marquess）、子爵（Viscount）が国王勅許状で貴族称号として与えられるようになったことでBaronも貴族称号（「男爵」と訳される物）へと変化していった。
イングランド王国、スコットランド王国、アイルランド王国それぞれに貴族制度があり、それぞれをイングランド貴族、スコットランド貴族、アイルランド貴族という。イングランド王国とスコットランド王国がグレートブリテン王国として統合された後は新設爵位はグレートブリテン貴族として創設されるようになり、イングランド貴族・スコットランド貴族の爵位は新設されなくなった。さらにグレートブリテン王国とアイルランド王国がグレートブリテンおよびアイルランド連合王国として統合された後には新設爵位は連合王国貴族として創設されるようになり、グレートブリテン貴族とアイルランド貴族の爵位は新設されなくなった。イングランド貴族、スコットランド貴族、グレートブリテン貴族、アイルランド貴族、連合王国貴族いずれにおいても伯爵位は第3位として存在する。
侯爵から男爵までの貴族は家名(姓)ではなく爵位名にLordをつけて「○○卿 (Lord ○○)」と呼ぶことができる（公爵のみは卿で呼ぶことはできず「○○公 (Duke of ○○)」のみ）。例えばカーナーヴォン伯爵の「カーナーヴォン」は爵位名であって家名はハーバートだが、カーナーヴォン卿と呼び、ハーバート卿にはならない。また日本の華族は一つしか爵位を持たないが、イギリスでは一人で複数の爵位を持つことが多い。中でも公爵・侯爵・伯爵の嫡男は当主の持つ従属爵位のうち二番目の爵位を儀礼称号として称する。
伯爵の長男は従属爵位を持つがゆえにLord（卿、ロード）の敬称がつけられ、次男以下にはHonorable（オナラブル）がつけられる。娘にはLady（レディ）がつけられる。
英国貴族の爵位は終身であり、原則として生前に爵位を譲ることはできない。爵位保有者が死亡した時にその爵位に定められた継承方法に従って爵位継承が行われ、爵位保有者が自分で継承者を決めることはできない。かつては爵位継承を拒否することもできなかったが、1963年の貴族法制定以降は爵位継承から1年以内（未成年の貴族は成人後1年以内）であれば自分一代に限り爵位を放棄して平民になることが可能となった。
有爵者は貴族院議員になりえる。かつては原則として全世襲貴族が貴族院議員になったが（ただし女性世襲貴族は1963年貴族法制定まで貴族院議員にならなかった。また1963年までスコットランド貴族とアイルランド貴族は貴族代表議員に選ばれた者以外議席を有さなかった。アイルランド貴族の貴族代表議員制度は1922年のアイルランド独立の際に終わり、スコットランド貴族は1963年貴族法によって全員が貴族院議員に列した）、1999年以降は世襲貴族枠の貴族院議員数は92議席に限定されている。貴族院の活動において爵位の等級に重要性はない。

### 現存する伯爵家一覧

#### イングランド貴族
1. シュルーズベリー伯爵（1442年）・タルボット伯爵（1784年グレートブリテン貴族）・ウォーターフォード伯爵（1446年アイルランド貴族）：チェットウィンド＝タルボット家
2. ダービー伯爵（1485年）：スタンリー家（英語版）
3. ハンティンドン伯爵（英語版）（1529年）：ヘイスティング＝バス家
4. ペンブルック伯爵（1551年）・モンゴメリー伯爵（英語版）（1605年）：ハーバート家（英語版）
5. デヴォン伯爵（英語版）（1553年）：コートネイ家（英語版）
6. リンカン伯爵（1572年）：ファインズ＝クリントン家
7. サフォーク伯爵（1603年）・バークシャー伯爵（1626年）：ハワード家
8. デンビー伯爵（英語版）（1622年）・デズモンド伯爵（英語版）（1628年アイルランド貴族）：フィールディング家
9. ウェストモーランド伯爵（1624年）：フェーン家（英語版）
10. リンジー伯爵（1626年）・アビンドン伯爵（1682年）：バーティ家
11. ウィンチルシー伯爵（1628年）・ノッティンガム伯爵（1681年）：フィンチ＝ハットン家
12. サンドウィッチ伯爵（1660年）：モンタギュー家
13. エセックス伯爵（1661年）：カペル家
14. カーライル伯爵（1661年）：ハワード家
15. シャフツベリ伯爵（1672年）：アシュリー＝クーパー家
16. ポートランド伯爵（1689年）：ベンティンク家（英語版）
17. スカーバラ伯爵（1690年）：ラムリー家
18. アルベマール伯爵（1697年）：ケッペル家
19. コヴェントリー伯爵（英語版）（1697年）：コヴェントリー家
20. ジャージー伯爵（1697年）：ヴィリアーズ家

#### スコットランド貴族
1. クロフォード伯爵（1398年）・バルカレス伯爵（1651年）：リンジー家（英語版）
2. エロル伯爵（1453年）：ヘイ家（英語版）
3. サザーランド伯爵（1230年or1275年or1347年）：サザーランド家
4. マー伯爵（1114年頃）：マー家（英語版）
5. ロシズ伯爵（1458年）：レズリー家（英語版）
6. モートン伯爵（1458年）：ダグラス家（英語版）
7. バカン伯爵（1469年）：アースキン家（英語版）
8. エグリントン伯爵（英語版）（1508年）・ウィントン伯爵（英語版）（1859年連合王国貴族）：モンゴメリー家（英語版）
9. ケイスネス伯爵（英語版）（1455年）：シンクレア家（英語版）
10. マー伯爵（1565年）・ケリー伯爵（1619年）：アースキン家（英語版）
11. マリ伯爵（1562年）：ステュアート家
12. ヒューム伯爵（1605年）：ダグラス＝ヒューム家（英語版）
13. パース伯爵（1605年）：ドラモンド家（英語版）
14. ストラスモア＝キングホーン伯爵（1606年）：ボーズ＝ライアン家（英語版）
15. ハディントン伯爵（英語版）（1619年）：バイリー＝ハミルトン家
16. ギャロウェイ伯爵（1623年）：ステュワート家
17. ローダーデール伯爵（英語版）（1624年）：メイトランド家（英語版）
18. リンジー伯爵（1633年）：リンジー＝ベテューヌ家（英語版）
19. ラウドン伯爵（1633年）：アベニュー＝ヘイスティングス家
20. キノール伯爵（英語版）（1633年）：ヘイ家（英語版）
21. エルギン伯爵（1633年）・キンカーディン伯爵（1643年：ブルース家
22. ウィームズ伯爵（1633年）・マーチ伯爵（1697年）：チャータリス家（英語版）
23. ダルハウジー伯爵（1633年）：ラムゼイ家（英語版）
24. エアリー伯爵（英語版）（1639年）：オグルヴィ家（英語版）
25. リーブン伯爵（英語版）（1641年）・メルヴィル伯爵（英語版）（1690年）：レズリー（英語版）＝メルヴィル家（英語版）
26. ディザート伯爵（英語版）（1643年）：グラント家（英語版）
27. セルカーク伯爵（1646年）：ダグラス＝ハミルトン家
28. ノーセスク伯爵（1647年）：カーネギー家（英語版）
29. ダンディー伯爵（英語版）（1660年）：スクリームジョア家（英語版）
30. ニューバラ伯爵（英語版）（1660年）：ロスピリョージ家（イタリア語版）（イタリア貴族ロスピリョージ公爵）
31. アナンデイル＝ハートフェル伯爵（1662年）：ホープ＝ジョンストン家（英語版）
32. ダンドナルド伯爵（1669年）：コクラン家（英語版）
33. キントーア伯爵（英語版）（1677年）：キース家（英語版）
34. ダンモア伯爵（1686年）：マレー家（英語版）
35. オークニー伯爵（英語版）（1696年）：セント・ジョン家
36. シーフィールド伯爵（1701年）：スタッドリー家
37. ステア伯爵（1703年）：ダーリンプル家
38. ローズベリー伯爵（1703年）・ミッドロージアン伯爵（1911年連合王国貴族）：プリムローズ家（英語版）
39. グラスゴー伯爵（英語版）（1703年）：ボイル家（英語版）

#### グレートブリテン貴族
1. フェラーズ伯爵（1711年）：シャーリー家
2. ダートマス伯爵（1711年）：レッグ家
3. タンカーヴィル伯爵（1714年）：ベネット家
4. アイルズフォード伯爵（英語版）（1714年）：フィンチ＝ナイトレイ家
5. マクルズフィールド伯爵（1721年）：パーカー家
6. ウォルドグレイヴ伯爵（1729年）：ウォルドグレイヴ家（英語版）
7. ハリントン伯爵（1742年）：スタンホープ家
8. ポーツマス伯爵（英語版）（1743年）：ウォロップ家
9. ウォリック伯爵（1759年）・ブルック伯爵（1746年）：グレヴィル家
10. バッキンガムシャー伯爵（1746年）：ホバート＝ハムデン家
11. ギルフォード伯爵（1752年）：ノース家
12. ハードウィック伯爵（1754年）：ヨーク家
13. イルチェスター伯爵（1756年）：フォックス＝ストラングウェイズ家
14. デ・ラ・ウェア伯爵（英語版）（1761年）：ウェスト家
15. ラドナー伯爵（英語版）（1765年）：プリーデル・ブーベリー家
16. スペンサー伯爵（1765年）：スペンサー家
17. バサースト伯爵（1772年）：バサースト家
18. クラレンドン伯爵（1776年）：ヴィリアーズ家
19. マンスフィールド伯爵（1776年）・マンスフィールド伯爵（1792年）：マレー家
20. マウント・エッジカム伯爵（英語版）（1789年）：エッジカム家
21. フォーテスキュー伯爵（英語版）（1789年）：フォーテスキュー家
22. カーナーヴォン伯爵（1793年）：ハーバート家（英語版）
23. カドガン伯爵（1800年）：カドガン家
24. マームズベリー伯爵（1800年）：ハリス家

#### アイルランド貴族
1. コーク伯爵（1620年）・オレリー伯爵（英語版）（1660年）：ボイル家
2. ウェストミーズ伯爵（1621年）：ニュージェント家
3. ミーズ伯爵（英語版）（1627年）：ブラバゾン家
4. キャバン伯爵（英語版）（1647年）：ランバート家
5. ドロヘダ伯爵（1661年）：ムーア家
6. グラナード伯爵（英語版）（1684年）：フォーブス家
7. ダーンリー伯爵（1725年）：ブライ家
8. ベスバラ伯爵（1739年）：ポンソンビー家
9. キャリック伯爵（1748年）：バトラー家（英語版）
10. シャノン伯爵（英語版）（1756年）：ボイル家
11. アラン伯爵（1762年）：ゴア家
12. コータウン伯爵（1762年）：ストップフォード家
13. メクスバラ伯爵（英語版）（1766年）：サヴィル家
14. ウィンタートン伯爵（英語版）（1766年）：ターナー家
15. キングストン伯爵（1768年）：テニソン家
16. ローデン伯爵（英語版）（1771年）：ジョスリン家
17. リズバーン伯爵（1776年）：ヴォーン家
18. クランウィリアム伯爵（英語版）（1776年）：ミード家
19. アントリム伯爵（1785年）：マクドネル家
20. ロングフォード伯爵（英語版）（1785年）：パケナム家
21. ポーターリントン伯爵（英語版）（1785年）：ドーソン＝ダマー家
22. メイヨー伯爵（1785年）：バーク家
23. アンズリー伯爵（英語版）（1789年）：アンズリー家
24. エニスキレン伯爵（英語版）（1789年）：コール家
25. アーン伯爵（1789年）：クライトン家
26. ルーカン伯爵（1795年）：ビンガム家
27. ベルモア伯爵（英語版）（1797年）：ローリー＝コリー家
28. キャッスル・ステュアート伯爵（英語版）（1800年）：ステュアート家
29. ドナウモア伯爵（1800年）：ヒーリー＝ハッチンソン家
30. カリドン伯爵（1800年）：アレクサンダー家
31. リムリック伯爵（1803年）：ペリー家
32. クランカーティ伯爵（1803年）：ル・プア・トレンチ家
33. ゴスフォード伯爵（1806年）：アチソン家（英語版）
34. ロス伯爵（1806年）：パーソンズ家
35. ノーマントン伯爵（1806年）：エイガー家
36. キルモリー伯爵（1822年）：ニーダム家
37. リストーエル伯爵（1822年）：ヘア家
38. ノーベリー伯爵（1827年）：グラハム＝トーラー家
39. ランファーリー伯爵（1831年）：ノックス家

#### 連合王国貴族
1. ロスリン伯爵（英語版）（1801年）：セント・クレア＝アースキン家
2. クレイヴェン伯爵（英語版）（1801年）：クレイヴェン家
3. オンズロー伯爵（1801年）：オンズロー家
4. ロムニー伯爵（英語版）（1801年）：マーシャム家
5. チチェスター伯爵（1801年）：ペラム家
6. ウィルトン伯爵（1801年）：グローヴナー家
7. ポウィス伯爵（1804年）：ハーバート家（英語版）
8. ネルソン伯爵（1805年）：ネルソン家
9. グレイ伯爵（1806年）：グレイ家
10. ロンズデール伯爵（1807年）：ラウザー家（英語版）
11. ハロービー伯爵（英語版）（1809年）：ライダー家
12. ハーウッド伯爵（1812年）：ラッセルズ家
13. ミントー伯爵（1813年）：エリオット＝マーレイ＝キニンマウンド家
14. カスカート伯爵（英語版）（1814年）：カスカート家
15. ヴェルラム伯爵（1815年）：グリムストン家
16. セント・ジャーマンズ伯爵（英語版）（1815年）：エリオット家
17. モーレイ伯爵（英語版）（1815年）：パーカー家
18. ブラッドフォード伯爵（英語版）（1815年）：ブリッジマン家
19. エルドン伯爵（英語版）（1821年）：スコット家
20. ハウ伯爵（1821年）：カーゾン家
21. ストラドブルック伯爵（英語版）（1821年）：ラウス家
22. ストーのテンプル伯爵（1821年）：テンプル＝ゴア＝ラントン家
23. コーダー伯爵（英語版）（1827年）：キャンベル家（英語版）
24. リッチフィールド伯爵（英語版）（1831年）：アンソン家
25. ダラム伯爵（1833年）：ラムトン家
26. グランヴィル伯爵（1833年）：ルーソン＝ゴア家（英語版）
27. エフィンガム伯爵（1837年）：ハワード家
28. デュシー伯爵（英語版）（1837年）：モートン家
29. ヤーバラ伯爵（英語版）（1837年）：ペラム家
30. レスター伯爵（1837年）：コーク家
31. ゲインズバラ伯爵（1841年）：ノエル家
32. ストラフォード伯爵（1847年）：ビング家
33. コッテナム伯爵（1850年）：ペピス家
34. カウリー伯爵（英語版）（1857年）：ウェルズリー家
35. ダドリー伯爵（英語版）（1860年）：ウォード家
36. ラッセル伯爵（1861年）：ラッセル家
37. クロマーティ伯爵（1861年）：マッケンジー家（英語版）
38. キンバリー伯爵（1866年）：ウッドハウス家
39. ウォーンクリフ伯爵（1876年）：モンタギュー＝ステュアート＝ウォートリー家
40. ケアンズ伯爵（1878年）：ケアンズ家
41. リットン伯爵（1880年）：リットン家
42. セルボーン伯爵（1882年）：パーマー家
43. イデスリー伯爵（1885年）：ノースコート家
44. クランブルック伯爵（1892年）：ゲイソン＝ハーディ家
45. クローマー伯爵（1901年）：ベアリング家
46. プリマス伯爵（1905年）：ウィンザー＝クライヴ家
47. リヴァプール伯爵（1905年）：フォジャム家
48. セント・アルドウィン伯爵（1915年）：ヒックス＝ビーチ家
49. ビーティー伯爵（1919年）：ビーティー家
50. ヘイグ伯爵（英語版）（1919年）：ヘイグ家
51. アイヴァー伯爵（1919年）：ギネス家
52. バルフォア伯爵（1922年）：バルフォア家
53. オックスフォード＝アスキス伯爵（1925年）：アスキス家（英語版）
54. ジェリコー伯爵（1925年）：ジェリコー家
55. インチケープ伯爵（1929年）：マッカイ家
56. ピール伯爵（1929年）：ピール家
57. ビュードリーのボールドウィン伯爵（1937年）：ボールドウィン家
58. ハリファックス伯爵（1944年）：ウッド家
59. ゴーリー伯爵（英語版）（1945年）：リヴァン家（英語版）
60. ドワイフォーのロイド＝ジョージ伯爵（1945年）：ロイド・ジョージ家
61. ビルマのマウントバッテン伯爵（1947年）：ナッチブル家
62. チュニスのアレグザンダー伯爵（1952年）：アレクサンダー家
63. スウィントン伯爵（1955年）：カンリフ＝リスター家
64. アトリー伯爵（1955年）：アトリー家
65. ウォールトン伯爵（1956年）：マーキス家
66. スノードン伯爵（1961年）：アームストロング＝ジョーンズ家
67. ストックトン伯爵（1984年）：マクミラン家 ※2015年現在、臣民に対して与えられた最後の世襲貴族爵位
68. ウェセックス伯爵（1999年）・フォーファー伯爵（2019年）：王族エドワード王子の爵位